# Salvatore Tramontana
Salvatore Tramontana (Bari, 10 de marzo de 1926 – Mesina, 21 de septiembre de 2015) fue un historiador medievalista italiano.

## Biografía
Tras obtener la licenciatura en Filosofía en la Facultad de Letras y Filosofía de la Universidad de Mesina, con una tesis acerca del jacobinismo en Sicilia, su mentor, Ruggero Moscati, lo impulsó a solicitar la admisión en el Instituto Italiano de Estudios Históricos, del que Rosario Romeo era secretario. Mientras tanto, en noviembre de 1956, fue nombrado profesor extraordinario de Historia en la Facultad de Magisterio de Messina e inmediatamente lo propuso como ayudante extraordinario de su cátedra (1 de enero de 1957). Su relación con Rosario Romeo y su sucesor en la cátedra de Messina, Vittorio De Caprariis, fue de importancia fundamental en su formación como historiador.
La publicación a finales de 1963 del volumen Michele da Piazza e il potere baronale in Sicilia le valió el paso en 1965, tras un concurso, a ayudante ordinario de la cátedra de historia de la misma facultad y lograr el puesto de profesor en Historia medieval. A principios de 1966, la Facultad le encargó la docencia de Paleografía y Diplomacia y poco después, tras la división de la cátedra de Historia, también la de Historia Medieval, mientras que convocó a Rosario Villari para la de Historia Moderna.
Presentado en 1971 al concurso para la cátedra de historia medieval convocado por la Universidad de Turín, en 1972 Salvatore Tramontana fue llamado como profesor ordinario de historia medieval por la Facultad de Educación de la Universidad de Messina, donde en los años siguientes también fue director del Instituto de Historia Vittorio De Caprariis y donde en el curso académico 2000-2001 finalizó su carrera como profesor universitario.

### Actividad investigadora
La presencia de Rosario Romeo en la Facultad de Magisterio de Mesina fue decisiva para la conversión de Salvatore Tramontana a la historia medieval. Justo en su primer año de enseñanza en Messina, 1956-57, Romeo asumió la enseñanza de la historia medieval con un curso sobre los orígenes del señorío de los Visconti, cuyas enseñanzas fueron recogidas por Tramontana y posteriormente encomendadas a la imprenta. Estimulada por Romeo, Tramontana se dispuso así a estudiar la gran historiografía italiana y europea sobre la Edad Media y descubrió, gracias a las páginas de Gina Fasoli, las Cronache medievali di Sicilia. Note d’orientamento (1950), en fotocopias con numerosas glosas del autor, el cronista Michele da Piazza, que había narrado los acontecimientos sicilianos desde 1337 (muerte del rey Federico III de Aragón) hasta 1361. Y Michele da Piazza es el personaje en torno al cual gira el gran volumen Michele da Piazza e il potere baronale in Sicilia, fruto de una larga y profunda investigación en archivos italianos y extranjeros, que puso Tramontana en la mira de la historiografía italiana y europea, como lo demuestra el gran favor con el que fue recibido el texto.
En los años inmediatamente siguientes, Tramontana centró su investigación en la época normanda y con un paciente trabajo de comparación sentó las bases para una reinterpretación de un largo lapso de la historia nacional. De hecho, si había una vasta bibliografía sobre la dominación normanda en el sur de Italia, muy poco se sabía sobre los tiempos y métodos de la conquista antes de su investigación. El historiador de Messina, a partir de un examen de las condiciones políticas y económicas de la Italia prenormanda, logró —gracias al uso de nuevas fuentes contemporáneas (muy interesantes las bizantinas, sujetas a una nueva interpretación convincente) y a veces también de testimonios sobre tradiciones populares y folklóricas— reconstruir las fases más importantes del poblamiento normando en el sur de Italia, llenando un grave vacío en el conocimiento del paso entre las dos épocas y sentando las bases para una revisión de las diversas interpretaciones que los historiadores habían dado sobre la dominación normanda.
Al volumen I Normanni in Italia. Linee di ricerca sui primi insediamenti. I. Aspetti politici e militari  de 1970 siguió Mezzogiorno normano e svevo (1972), le sirvió a Tramontana para dar un impulso a su investigación hasta casi vincularla con Michele da Piazza. A partir de entonces, la época normanda-suabia fue uno de los periodos sobre los que se detuvo durante mucho tiempo su reflexión historiográfica y cuyos resultados se condensan en el voluminoso volumen La monarchia normanna e sveva (1986, 1994), seguido de Gli anni del Vespro. L’immaginario, la cronaca, la storia (1989), que le valió la participación en la Conferencia de la Scala de Milán con motivo de la inauguración de la temporada de ópera para la representación de I Vespri siciliani de Giuseppe Verdi (diciembre de 1989).
Sin abandonar el arco cronológico preferido, ni descuidar los aspectos políticos e institucionales y las cuestiones económicas y sociales, en los años ochenta Tramontana se ve atraído por nuevos temas: las estructuras religiosas y culturales, los fenómenos antropológicos y naturales, la mentalidad y las condiciones materiales, ya parcialmente presente en el volumen sobre Vespro y desarrollado en L'effimero nella Sicilia normanna (1984), Vestirsi e travestirsi in Sicilia. Abbigliamento, feste e spettacoli nel Medioevo (1993), Il Regno di Sicilia. Uomo e natura dall'XI al XIII secolo (1999) y finalmente L'isola de Allāh. Luoghi, uomini e cose di Sicilia nei secoli IX-XI  (2014).

## Obras
- Michele da Piazza e il potere baronale in Sicilia, Messina-Firenze, G. D’Anna, 1963, pp. 331.
- I Normanni in Italia. Linee di ricerca sui primi insediamenti. I. Aspetti politici e militari, Mesina, Peloritana Editrice, 1970, pp. 216.
- Mezzogiorno normanno e svevo, Messina, Peloritana Editrice, 1972, pp. 283.
- Antonello e la sua città, Palermo, Sellerio, 1981, pp. 123; 2ª edizione Palermo, Sellerio, 1991, p. 133.
- L’effimero nella Sicilia normanna, Palermo, Sellerio, 1984, pp. 92; ristampa, Palermo, Sellerio, 1985, pp. 95.
- La monarchia normanna e sveva, Torino, Utet, 1986, pp. 390; ristampa, Torino, Utet, 1994, pp. 395. ISBN 9788877502414
- Lettera a un tesoriere di Palermo sulla conquista sveva di Sicilia, Palermo, Sellerio, 1988, pp. 145. ISBN 9788838904578
- Gli anni del Vespro. L’immaginario, la cronaca, la storia, Bari, Dedalo, 1989, pp. 423. ISBN 9788822005250
- Vestirsi e travestirsi in Sicilia. Abbigliamento, feste e spettacoli nel Medioevo, Palermo, Sellerio, 1993, pp. 252.
- Il Regno di Sicilia. Uomo e natura dall’XI al XIII secolo, Torino, Einaudi, 1999, pp. 488; ristampa, Torino, Einaudi, 2000, pp. 488. ISBN 9788806225520
- Il Mezzogiorno medievale. Normanni, svevi, angioini, aragonesi nei secoli XI-XV, Roma, Carocci, 2000, pp. 284; 2ª edizione, Roma 2001, pp. 284. ISBN 9788843093762
- La società Messinese di Storia Patria. Il sottile e mutevole dialogo con la città (1900-1965), Società messinese di storia patria, Mesina 2003, pp. 512. ISBN 88-87617-48-1
- Capire il Medioevo. Le fonti e i temi, Roma, Carocci, 2005, pp. 333; ristampa, Roma, Carocci, 2008, pp. 333. ISBN 9788843083213
- L’isola di Allāh. Luoghi, uomini e cose di Sicilia nei secoli IX-XI, Torino, Einaudi, 2014, pp. 420. ISBN 9788806222796

## Reconocimientos
- 1990 Premio Nacional Rhegium Julii,[2] por el volumen Gli anni del Vespro. El imaginario, la crónica, la historia, Dédalo.
- 1997-2000 Presidencia de la Deputazione di Storia Patria per la Calabria.[3][4]
- 1998 Medalla de oro de la Deputazione di Storia Patria per la Calabria «por el carácter excepcional de su compromiso como gestor de la asociación y promotor de actividades científicas y culturales relevantes»
- 1999 Premio Finale Ligure Storia (1999),por el volumen El Reino de Sicilia. Hombre y Naturaleza del siglo XI al XIII, Einaudi.
- 2000 Premio Literario Internacional "Feudo di Maida", por el libro El Mezzogiorno Medieval. Normandos, suevos, angevinos, aragoneses en los siglos XI-XIV, Carocci, 2000.
- 2003 Conferencia internacional en honor a Salvatore Tramontana: Adrano, Bronte, Catania, Palermo.[5]
- 2006 Premio del Rotary Club de Mesina "en reconocimiento a la probidad del ciudadano y profesionalidad ejemplar".[6]
- 2009 Nombrado miembro honorario de la Società Messinese di Storia Patria.
- Premio Orione 2010 de la Asociación Cultural “Messinaweb.eu”.
- Miembro fundador del Centro Europeo di Studi Normanni (CESN) de Ariano Irpino[7] y del Centro di Studi sulla civiltà del Tardo Medioevo di San Miniato.[8]
- Miembro de la Accademia di Scienze, Lettere e Arti di Palermo;[9] del Centro di Studi Filologici e Linguistici siciliani di Palermo; de la Officina di Studi Medievali.[10]
- Miembro del Consejo de Dirección de la revista "Quaderni medievali"[11] y del Comité Científico de la revista "Archivio Storico Siracusano".[12]
- Colaborador del "Lexicon des Mittelalters".[13]

## Homenaje
- El 19 de enero de 2016, por iniciativa de Carmela Maria Rugolo, se dedica en la Universidad de Mesina una jornada conmemorativa organizada por la propia universidad junto a la Società Messinese di Storia Patria, la Deputazione di Storia Patria per la Calabria y el Istituto Storico Italiano per il Medio Evo.[14]